# 일치‧불일치진술
|                                                       |
| 증거법                                                |
| 영미법 시리즈                                         |
| 증거의 종류                                           |
| 증언 · 물증                                           |
| 전자증거 · 무죄입증 증거                              |
| 과학적 증거 · 물적 증거                               |
| 목격자지목 · DNA증거                                  |
| 거짓말                                                |
| 관련성                                                |
| 입증책임 · 증거기초                                   |
| 공공복리예외 · 오염 · 성격증거                        |
| 습관증거 · 유사사실                                   |
| 진위확인                                              |
| 관리 연속성 · 주지의 사실                             |
| 최량증거원칙 · 자기확증문서 · 오래된 문서             |
| 증인                                                  |
| 증인적격 · 증언거부특권                               |
| 직접신문 · 교호신문 · 재직접신문                      |
| 탄핵증거                                              |
| 기록된 기억 · 전문가증언                              |
| 사망자 규정                                           |
| 전문증거와 예외                                       |
| 영국법 · 미국법                                       |
| 자백 · 업무상 기록                                    |
| 흥분 상태의 언급 · 임종시의 진술                      |
| 일방 당사자의 자인 · 오래된 문서                      |
| 이익에 반하는 진술 · 현장성 감각 인상 · 부대상황 사실 |
| 권위학술서 · 비언어적 행동                            |
| 미국법의 다른 영역                                    |
| 계약법 · 불법행위법                                   |
| 재산법 과 미국의 유언신탁법                           |
| 형법 · 증거법                                         |

일치진술과 불일치진술은 증인의 현재 증언내용과 일치하거나 불일치하는 진술 등을 말한다.

## 과거 불일치진술
일반적으로 과거 불일치진술은 단순히 증인의 신뢰성을 탄핵하는 것일 뿐 그 진술 내용 자체를 증거로써 채택을 할 수 없다. 하지만 과거 불일치진술이 선서후 이루어진 경우 연방증거법의 경우 내용을 증거로 삼는 것이 가능하다.
과거 불일치진술의 외적 증거는 증인이 그에 대한 설명이나 부인의 기회가 주어지고 타방이 그 증인을 신문할 기회가 주어져야 증거로 사용가능하다.

## 과거 일치진술
증인이 법정진술에서 진술을 조작하였다는 추궁을 받을 경우, 과거의 대배심에서 같은 내용의 진술을 하였다고 자신의 증언을 지지하는 것이 가능하다 과거 일치진술의 경우 선서를 한 후에 한 진술일 필요는 없다.